# Kloneus bimaculata
Kloneus bimaculata är en fjärilsart som beskrevs av B.P. Clark. Kloneus bimaculata ingår i släktet Kloneus och familjen svärmare. Inga underarter finns listade i Catalogue of Life.